# 이튼 코퍼레이션

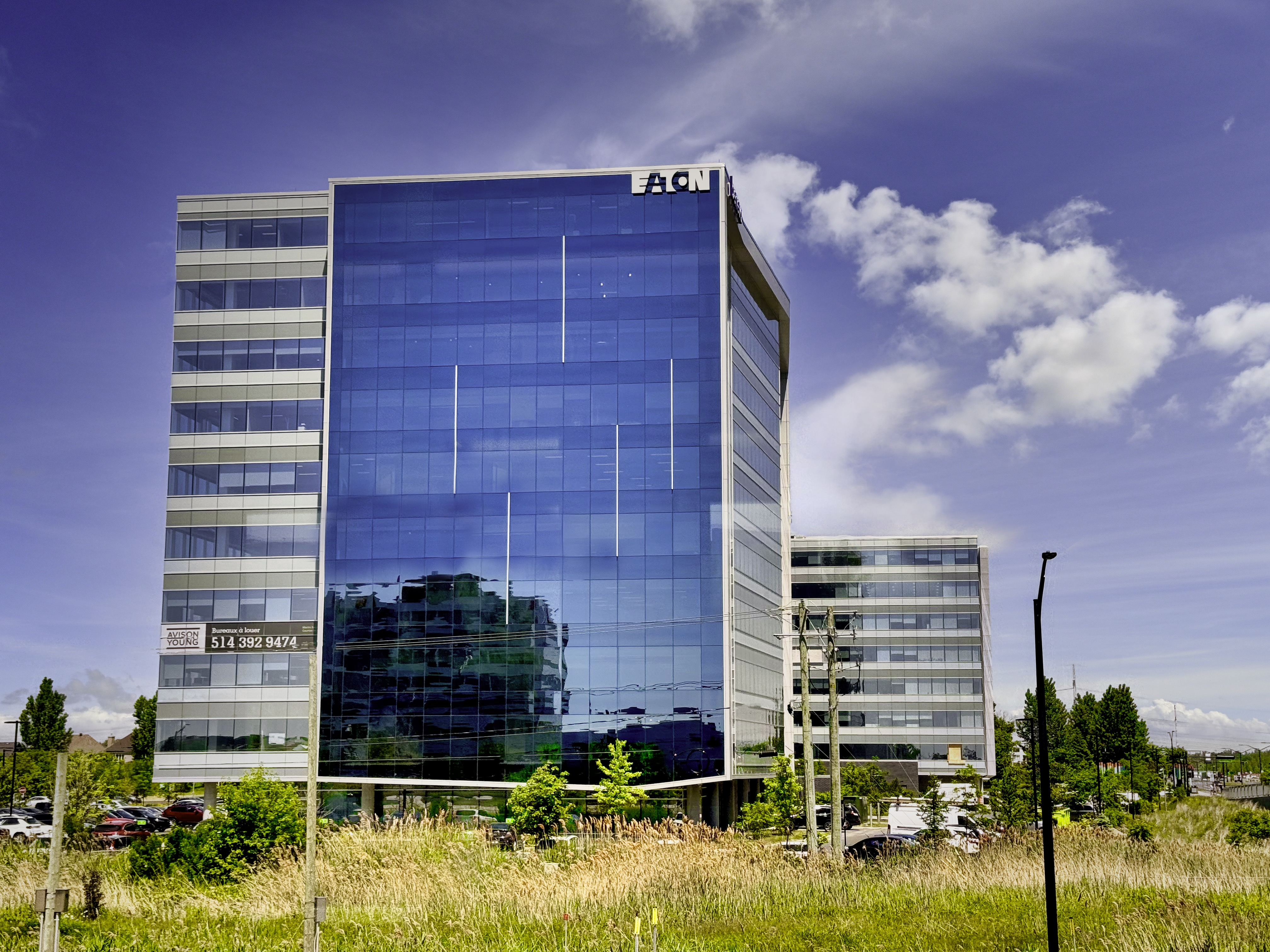
퀘벡주 브로사드에 있는 이튼 코퍼레이션 사무실 건물

이튼 코퍼레이션(Eaton Corporation)은 미국-아일랜드에 본사를 둔 다국적 전력 관리 회사이며, 주요 행정 센터는 비치우드, 오하이오주에 있다. 이튼은 85,000명 이상의 직원을 보유하고 있으며 175개국 이상의 고객에게 제품을 판매한다.

## 역사
1911년, 조지프 O. 이튼은 처남 헤닝 O. 타우베와 비고 V. 토르벤센과 함께 블룸필드, 뉴저지주에서 토르벤센 기어 앤 액슬 컴퍼니를 설립했다. 토르벤센의 어머니의 재정 지원을 받아, 이 회사는 토르벤센의 특허 내부 기어 트럭 액슬을 제조할 예정이었다. 1914년, 회사는 주요 사업인 자동차 산업에 더 가까워지기 위해 클리블랜드, 오하이오주로 이전했다.
토르벤센 액슬 컴퍼니는 1916년 오하이오주에 법인으로 설립되었고, 뉴저지 법인의 후신이 되었다. 1년 후, 토르벤센의 최대 고객인 리퍼블릭 모터 트럭 컴퍼니가 이 회사를 인수했다. 그러나 이튼과 토르벤센은 만족하지 못하고 리퍼블릭에서 나와 1919년 이튼 액슬 컴퍼니를 설립했다. 1년 후인 1920년, 이튼 액슬 컴퍼니는 스탠다드 파츠와 합병했다. 스탠다드 파츠는 같은 해 후반에 법정 관리에 들어갔고 나중에 청산되었다. 1923년, 이튼은 리퍼블릭으로부터 토르벤센 액슬 컴퍼니를 다시 사들여 이름을 이튼 액슬 앤 스프링 컴퍼니로 변경했다.
이튼 임원들은 사업을 성장시키는 가장 빠른 방법은 인수를 통한 것이라고 믿었고 자동차 산업의 회사들을 사들이기 시작했다. 1932년까지 이 다각화된 회사는 이튼 매뉴팩처링 컴퍼니로 이름을 변경했다. 1937년, 이튼은 캐나다에 제조 공장을 개설하여 국제적인 기업이 되었다. 1958년 이튼 코퍼레이션은 풀러 매뉴팩처링을 인수했다. 회사의 이름은 1963년 예일 & 타운 매뉴팩처링 컴퍼니 인수 후 1965년에 이튼 예일 & 타운 Inc.로 다시 변경되었다. 주주들은 1971년에 회사의 현재 이름으로 변경하는 것을 승인했다. 1978년, 이튼 코퍼레이션은 사무엘 무어 & 컴퍼니, 켄웨이 시스템즈, 그리고 컷러-해머를 인수했다.

## 현재 작업
이튼의 사업은 다음 부문으로 나뉜다:

### 전기
전기 부문의 제품에는 회로 차단기, 스위치기어, 버스웨이, UPS 시스템, 배전 장치, 패널 보드, 부하 센터, 모터 제어기, 미터기, 센서, 릴레이, PLC, HMI, 그리고 인버터가 포함된다. '전기 아메리카' 및 '전기 기타 지역' 부문의 주요 시장은 산업, 기관, 정부, 유틸리티, 상업, 주거, 정보 기술 및 OEM 고객이다.

### 항공우주
항공우주 산업을 위해 이튼은 유압, 연료, 모션 제어, 공압 시스템 및 엔진용 시스템과 부품 라인을 제조하고 판매한다.

### 모빌리티
모빌리티 그룹은 회사의 차량 및 e-모빌리티 부문을 포함하며, 다음을 제공하는 로드레인저 부문도 포함한다:
- 이튼 클러치
- 이튼 자동 및 수동 변속기
- 이튼 하이브리드 전력 시스템: 울트라시프트 자동 수동 변속기와 클러치 사이에 장착된 전기 모터/제너레이터는 리튬 이온 배터리를 사용하는 전력 인버터에 연결되어 전자 제어 모듈로 제어된다. 이 시스템은 결함이 발생할 경우 기존 엔진 구동 방식으로 되돌아가는 페일 세이프 기능을 갖추고 있다.[8]
- 로드레인저 합성 윤활유
- 이튼 MD 모바일 진단

트럭 부문은 상용차 시장을 위한 파워트레인 시스템 및 기타 부품의 설계, 제조 및 마케팅에 관여한다. 주요 제품에는 수동 및 자동 변속기, 클러치, 구동계 부품 및 하이브리드 동력이 포함된다.
이튼의 자동차 부문은 슈퍼차저, 엔진 밸브, 밸브 트레인 부품, 실린더 헤드, 잠금 및 제한 슬립 차동 기어, 중장비 구동계 부품, 연료, 배출 및 안전 제어 장치, 변속기 및 엔진 제어 장치, 스포일러, 외부 몰딩, 플라스틱 부품, 유체 커넥터와 같은 제품을 생산한다.
eMobility 부문은 이튼의 전기 및 차량 사업 요소들을 결합하여 승용차, 상용차 및 오프로드 OEM에 전기차를 제공한다.

## 인수 및 매각
이튼의 가장 큰 인수 중 하나는 1994년 웨스팅하우스 배전 및 제어 사업부였다. 이 인수에는 웨스팅하우스의 모든 전기 배전 및 제어 제품 사업이 포함되었으며, 웨스팅하우스 이름이 이러한 종류의 제품에 다른 사람에게 사용되지 않도록 하는 조항도 포함되었다. 오늘날 이튼 일렉트리컬은 상업 및 산업용 웨스팅하우스 제품을 대체할 수 있는 "이튼" 또는 "컷러-해머" 브랜드의 전기 배전 및 제어 제품을 제조한다.
이튼은 2000년 반도체 제조 장비 사업을 악셀리스 테크놀로지스로 분사했다.
2003년, 이튼의 전기 배전 및 제어 사업부(이전 컷러-해머로 알려짐)는 델타 plc의 전기 사업부를 인수했다. 이 인수는 델타의 Holec, MEM, Tabula, Bill, Elek 브랜드를 이튼 명칭 아래로 가져왔으며 이전 웨스팅하우스 사업부들과 함께 회사가 IEC 표준을 충족하기 위한 제조 시설을 갖추게 하여, 글로벌 기업이 되고 전 세계 표준을 개발하는 단계 중 하나가 되었다.
이 인수 직후, 이튼은 캐터필러 Inc.와 합작투자를 체결하고 I & S 사업부의 51%를 인수했으며, 현재는 인텔리전트 스위치기어 오거니제이션, LLC로 알려져 있다. 이어서 2004년에는 파워웨어를 인수했다. 파워웨어 브랜드는 중대형 무정전 전원 공급 장치(UPS)의 설계 및 생산으로 유명하다. 몇 년 동안 UPS 제품을 "이튼|파워웨어"로 공동 브랜딩한 후, 회사는 블레이드UPS, 9355, 9390, 9395, 9E를 포함한 모든 UPS 제품에 대해 단일 브랜드 이튼으로 전환하고 있다.
2006년, 이튼은 데이터센터 전력 분배 시장에 진출했다. 초기 제품은 파워웨어 브랜드로 자체 개발한 PDU 및 RPP였으며, 파워엑스퍼트 계량 시스템을 포함했다. 파워웨어 브랜드의 정적 전송 스위치는 사이버렉스와의 브랜드 라벨 관계를 통해 포트폴리오에 추가되었다. 전력 분배 포트폴리오를 완성하기 위해 이튼은 파워웨어 브랜드로 ePDU라는 랙 전력 분배 제품 라인을 출시했다. 이튼은 영국 코번트리에 본사를 둔 데이터센터 전력 분배 제품 제조업체인 아펠 테크놀로지스 Ltd.를 인수했다. 그 직후, 캘리포니아주 산타아나에 본사를 둔 미션 크리티컬 전력 분배 제조업체인 풀리찌 엔지니어링 Inc.를 추가했다. 2007년 말에는 슈나이더 일렉트릭의 MGE Office Protection Systems 사업부를 슈나이더가 APC를 인수한 결과로 인수했다. 타이완 제조업체인 피닉스텍도 인수되어 중국 단상 UPS 시장에서 가장 높은 점유율을 차지했다.
2012년 5월 21일, 이튼은 아일랜드에 본사를 둔 쿠퍼 인더스트리즈를 약 114억 6천만 달러 규모의 현금 및 주식 거래로 인수하기로 합의했다고 발표했다. 새로운 회사의 이름은 이튼 코퍼레이션 plc이며 아일랜드에 법인으로 설립되었다. 당시 이튼의 회장이자 CEO였던 알렉산더 컷러가 새로운 법인을 이끌었다. 쿠퍼 주주들은 보유한 쿠퍼 주식 1주당 현금 39.15달러와 새로 설립된 회사 주식 0.77479주를 받았다. 이는 2012년 5월 18일 이튼의 종가 42.40달러를 기준으로 주당 72달러에 해당하며, 쿠퍼의 종가보다 29% 높은 금액이다. 이튼 코퍼레이션 plc는 2012년 11월 30일 쿠퍼 인더스트리즈 인수를 완료했다. 130억 달러 규모의 쿠퍼 인수(2011년 매출 54억 달러)는 이튼(2011년 매출 160억 달러)의 101년 역사상 가장 큰 인수였다.
2021년 3월 17일, 이튼은 트립 라이트를 16억 5천만 달러에 인수 완료했다. 이튼 전기 부문 사장 겸 COO인 우다이 야다브는 "트립 라이트 인수는 우리의 엣지 컴퓨팅 및 분산 IT 제품 포트폴리오의 폭을 넓히고 단상 UPS 사업을 확장할 것입니다."라고 말했다. 이 인수는 이튼이 트립 라이트가 강한 위치를 차지하고 있는 소비자 시장에 더 많이 접근할 수 있도록 할 것이다.
농업, 건설, 광업, 임업, 유틸리티, 자재 취급, 공작 기계, 성형, 발전, 1차 금속, 석유 및 가스 시장을 위한 시스템 및 부품을 제조하는 이튼의 유압 사업부는 2021년 8월 댄포스에 33억 달러에 인수되었다.

## 본사
1920년대부터 1964년까지 이튼은 오하이오주 클리블랜드의 이스트 140번가에 본사를 두었다. 1964년, 회사는 새로운 이리뷰 타워로 본사를 옮겼고 1983년까지 그곳에 머물렀다. 그 해, 이튼 코퍼레이션은 클리블랜드의 28층짜리 오피스 타워로 이전했고, 이 타워는 이튼의 이름을 따서 재명명되었다. 이튼은 2013년 초 비치우드, 오하이오주에 위치한 580,000평방피트 규모의 새로운 시설인 이튼 센터로 이전했다. 그들은 미국 법인세 부담을 줄이기 위해 쿠퍼 합병의 일환으로 아일랜드에 재설립하여 더블린에 등록된 본사를 설립했지만, 운영 본사는 비치우드에 남아 있다.

## 소송 및 기타 문제

### 인종적 괴롭힘
1995년, 이튼 코퍼레이션은 인종적 괴롭힘을 당한 전 직원에 대해 125만 달러를 배상해야 했다. 사건에는 책상에 음식을 던지거나, 차 지붕을 통해 음식을 던지거나, "니거"라는 단어를 사용하거나, 이튼 코퍼레이션에 네오나치 전단지가 있는 등의 일이 포함되었다. 해당 직원은 해고 직후 심리적 문제를 겪고 노숙자가 되었다.
2020년, 한 직원이 이튼 코퍼레이션을 상대로 보복 및 인종적 괴롭힘 조장으로 고소했다. 동료 직원의 욕설이 터진 후, 원고는 자신을 심리적으로 학대한 상사 밑에서 일하고 훈련받게 되었다. 상사는 "니거"라는 단어를 자주 사용했고, 노예 제도와 린치에 대해 언급했으며, 자신의 임무가 흑인 직원을 제거하는 것이라고 주장했다. 직원은 경영진에게 자신의 적대적인 작업 환경을 알렸지만, 경영진은 원고에게 징계를 내리는 것으로 대응했다.

### 장기 혜택
이튼 코퍼레이션이 파산 위기에 처했을 때, 장기 혜택을 받던 여러 직원들이 갑자기 해고되었다. 이튼은 직원들이 돈을 지불했음에도 불구하고 해당 계획을 보험에 가입시키지 않았다. 이로 인해 이튼을 상대로 한 수많은 소송이 발생했다.

### 세금 회피
2012년 쿠퍼 인더스트리즈를 인수하면서 이튼 코퍼레이션은 아일랜드 기업이 되어 법인세율을 대폭 낮출 수 있게 되었다. 이 움직임은 나중에 오바마 대통령과 도널드 트럼프 대통령 모두에게 비난받았다.

### 트라이엄프 그룹
2004년, 이튼 코퍼레이션은 트라이엄프 그룹을 상대로 영업 비밀 절도 혐의로 소송을 제기했지만, 회사의 변호사들이 당시 하인즈 카운티 지방 검사 에드 피터스에게 부당하게 하인즈 카운티 순회 판사 바비 딜로터를 영향력을 행사하기 위해 돈을 지불하고 있었다는 사실이 밝혀지자, 피고인들은 맞소송을 제기했다. 2014년, 이튼 코퍼레이션은 트라이엄프 그룹에게 1억 3천 5백만 달러를, 전 직원 6명에게 1천 3백만 달러를 지급하여 장기간의 법적 분쟁을 해결했다. 바비 딜로터 판사는 징역 18개월을 선고받았다.

### 소프트웨어 사보타주
이튼의 전 소프트웨어 개발자가 회사가 자신의 역할을 축소한 것에 대한 보복으로 2018년부터 컴퓨터 시스템을 사보타주하기 시작했다. 이 활동에는 중요한 파일을 삭제하고 무한 루프를 유발하여 시스템 속도를 늦추는 코드를 만드는 것이 포함되었다. 2019년, 개발자가 해고되자 그가 만든 킬 스위치가 자동으로 활성화되어 전 세계 이튼 사용자를 잠금 상태로 만들었으며, 이는 회사에 수십만 달러의 손실을 입혔다고 한다. 개발자 데이비스 루는 범죄 사보타주 혐의로 유죄 판결을 받았으며 최대 10년의 징역형에 처해질 수 있다.

## 기업 인정 및 순위
다음과 같은 인정을 받았다.
- 2013년 코퍼레이트 리스폰서빌리티 매거진의 "최고의 기업 시민 100곳"에서 4위에 올랐으며, 6년 연속 상위 50위 안에 들었다.[33]
- 2011년부터 2013년까지 톰슨 로이터 상위 100대 혁신가 목록에 이름을 올렸다.[34]

## 같이 보기
- 쿠퍼 인더스트리즈
- 이글 일렉트릭
- 파워웨어
- 아일랜드 공화국의 법인세#법인세 역전